# Ruben Rada ... y Conjunto S.O.S.
Ruben Rada y Conjunto S.O.S. es el segundo álbum solista de Rubén Rada. Fue grabado en 1974 en el estudio ION de Buenos Aires y editado en Uruguay en 1976 por el sello discográfico Clave.

## El grupo S.O.S.
El grupo S.O.S. 7thy (Sonido Original del Sur de los 70) fue una banda argentina formada por Héctor Bingert en saxo, Gustavo Bergalli en trompeta, Luis Ceravolo en batería, Héctor Ceravolo en teclados, Conny Soderlund en guitarra y Bo Gathu en bajo.
Tocaron diariamente, por más de un año, en el Sheraton Buenos Aires Hotel desde su inauguración en agosto de 1972. Realizaban un repertorio basado en soul y funky, con algo de bossa nova.
Héctor Bingert contactó a Rubén Rada, que vivía en Uruguay, ofreciéndole un lugar en el conjunto. En 1973, Rada viajó a Buenos Aires para ser el vocalista de S.O.S. en sus presentaciones.

## El disco
La llegada de Rada potenció la grabación de un disco que S.O.S. venía proyectando desde hacía un tiempo.
Rada tenía varias canciones prontas desde antes de unirse al grupo y comenzaron a ensayarlas en la casa de Luis Ceravolo. Bingert aportó dos canciones y con H.Ceravolo realizó los arreglos de las composiciones. Los temas estaban un tanto alejados de lo que tocaban en el hotel. Si bien había influencias del soul, jazz y funk, el álbum tiene más rock, con sonidos latinoamericanos incluidos: malambo, candombe, carnavalito, chacarera.
Grabaron el álbum entre enero y mayo de 1974. Dos empresarios, que el grupo conocía del hotel, costearon la producción del disco.

## Repercusión y críticas
El álbum no fue editado hasta 1976, y solo en Uruguay. Esto se debió a diversos problemas de índole legal y a que el estilo de música del disco no era fácilmente comerciable en ese momento.
Es uno de los discos menos conocidos de la carrera de Rubén Rada. La única canción que tuvo difusión fue "Llévele ese pollo al máistro".
Pese a ello, es reconocido hoy en día como uno de los mejores en la discografía de Rada. Coriún Aharonián lo define como un "fonograma antológico". El musicólogo Guilerme de Alencar Pinto, lo destaca por contener "fusiones bastante pioneras de pop y jazz con ondas latinoamericanas diversas".
El sonido del álbum fue una gran influencia para Hugo Fattoruso, quien formaba en esa época el grupo Opa. "African Bird" fue incluida en Back Home, primeras grabaciones de Opa, y en Goldenwings (1976) primer álbum de Opa en ser editado.

## Reediciones
El álbum fue reeditado en 1984 por el sello Sondor con el nombre Había una vez un sueño negro y nuevo arte de tapa. La reedición alteró el orden de las canciones y sumó dos canciones de las sesiones originales, que no habían entrado en la edición original: "América unida serás" de Bingert y "Había una vez un sueño negro" de Rada.
Los temas habían sido grabados para el álbum, pero no vieron la luz en el primer lanzamiento, probablemente debido a la autocensura que se impuso el sello (corría en 1976 la etapa más restrictiva de la última dictadura uruguaya). 
Los temas "Llévale este pollo al maistro", "Amigo mío, no sufras tanto", "Sin salida", y "Pájaro africano" fueron incluidos en Lo mejor de Rada Vol. 2 (1997), y los temas "Llévale este pollo al maistro" y "Pájaro africano", como temas extra, en la edición en CD de 1999 del disco de Rada Físico de Rock (1991).
En 2018 el álbum fue editado por primera vez en CD, en Argentina, por el sello Acqua Records, con el nombre Sonido original del sur, incluyendo las dos canciones sumadas en Había una vez un sueño negro. Y, esta vez, no fue publicado como un disco de Rubén Rada, sino como un disco de S.O.S.. Esta reedición volvió a reordenar la secuencia de canciones.

## Lista de canciones
Salvo el indicado, todos los temas son autoría de Rubén Rada.
Lado A
1. Amigo mío no sufras tanto
2. Llévale este pollo al maistro
3. Demasiado tiempo
4. Pájaro africano

Lado B
1. Tiempo, confío en vos
2. Sin salida
3. Completamente a Lucy
4. La Chaca (Héctor Bingert)